# Flavia Fortunato
Flavia Fortunato (Cosenza, 16 marzo 1964) è una cantante, conduttrice televisiva e conduttrice radiofonica italiana.

## Biografia
Dopo una prima affermazione come conduttrice radiofonica e televisiva, nel 1982 avviene il suo debutto in veste di cantante ad un concorso per voci nuove. Nel 1982 firma un contratto con la Yep per la quale incide il suo primo singolo dal titolo Delirio.
Ma il vero debutto nel panorama musicale italiano avviene al Festival di Sanremo nel 1983 nella categoria Debuttanti con Casco blu (musica di Max Di Carlo e Bob Masala - testo di Patrizia Ramoino ed Elio Palumbo) brano posizionatosi al 13º posto.
Viene pubblicato il singolo sanremese con lato B Promessa d'amore (musica di Max Di Carlo e Bob Masala - testo di Aldo Tirone ed Elio Palumbo) che entra in classifica ottenendo la posizione n.11 della classifica dei dischi più venduti. Pubblica ancora altri due singoli: L'amore è/Non piangerò e Rincontrarsi/Se tu vuoi.Gli Arrangiamenti e la realizzazione sono di Bob Masala.
L'anno successivo partecipa nuovamente al Festival nella sezione Nuove Proposte con Aspettami ogni sera (musica di Dario Sebastiani - testo Elio Palumbo, Vania Magelli, Patrizia Lazzari), brano che si classifica al terzo posto. La Yep pubblica il singolo della canzone sanremese che ha come Lato B il brano Stella di chi, e si piazza al 19º posto nella classifica dei dischi più venduti. Intanto inizia anche una carriera parallela come presentatrice televisiva di programmi musicali come Discoteca Festival e la Hit parade.
Nel 1985 è ospite fissa della prima edizione di Buona Domenica condotta da Maurizio Costanzo. Incide il singolo C'è una ragione/Come stai. Nel 1986 torna al Festival di Sanremo, nella sezione big, con il brano Verso il 2000, che si classifica al 19º posto. Viene pubblicato il relativo singolo sanremese con lato B la canzone E mi manchi un po' di più che si posiziona in classifica al 29º posto. Esce un altro singolo dal titolo Nuovo amore mio/Un angelo.
L'anno successivo è ancora a Sanremo con la canzone Canto per te, classificandosi al 13º posto. Esce il singolo sanremese con lato B la canzone Attimo blu che si posiziona in classifica al 29º posto. Per la tournée sceglie come corista una cantante non ancora maggiorenne e famosa: Mietta. Ritorna al Festival di Sanremo anche nel 1988 presentando il brano Una bella canzone che ottiene il 22º posto. Il lato B è costituito dalla canzone Anna lo sa che viene anche lanciato come singolo estivo.
L'anno 1989 fa rivelare Flavia Fortunato come conduttrice nel programma quotidiano di Rai Uno dal titolo Buona fortuna estate. Proprio all'interno di questa trasmissione presenta il brano L'inseguimento, un inedito scritto per lei da Cristiano Malgioglio e Franco Califano. Lo stesso anno debutta in teatro nella parte di Jenny dei Pirati de L'opera da tre soldi di Bertolt Brecht e Kurt Weill. Lo spettacolo viene allestito per l'inaugurazione del Teatro Bellini di Napoli. Nello stesso anno diventa corista in Per me, per te, per noi Ciao Ciao.
Ritorna sul piccolo schermo nel 1990 su Rai Due con tredici puntate del Nuovo Cantagiro.Sempre  nel 1990 affianca Giancarlo Magalli nella conduzione televisiva (Rai), nella finale del Festival “Voci nuove di Castrocaro Terme”. Con la Fonit Cetra pubblica un album dal titolo Piccole danze. Nel 1991 Flavia Fortunato è conduttrice ai microfoni di Rai Radio Uno nel programma radiofonico Via Asiago Tenda; nello stesso anno pubblica l'album Le donne chi sono, che contiene canzoni di autori come Cocciante, Antonacci, Morra e Fabrizio.
Ritorna al quarantaduesimo Festival della canzone italiana in coppia con il compositore Franco Fasano con Per niente al mondo, che si classifica al 7º posto. La canzone sanremese ottiene un buon successo e viene inclusa nell'album Tempo al tempo di Fasano, insieme ad un altro duetto con la cantante, dal titolo "Nei miei pensieri". Il singolo raggiunge tra l'altro la posizione 6 della classifica italiana.
Nel 1993 è di nuovo attrice nella commedia musicale Victor Victoria per la stagione teatrale 1993-1994. Dal 1995 al 1996 è alla conduzione radiofonica del programma Masters di Rai Radio Uno. Nel 1996 è tra i partecipanti di Viva Napoli, gara canora trasmessa da Canale 5 dedicata alla canzone partenopea nella quale presenta 'A canzuncella, successo del 1977 degli Alunni del Sole. Nonostante l'ottima interpretazione però non giunge in finale.
Nel 1998 e nel 1999, insieme a Mauro Serio, ha presentato le ultime 2 edizioni della trasmissione estiva Giochi senza frontiere. Intanto gira l'Italia con una serie di concerti accompagnata dal gruppo Effetti Collaterali. Nel 2005 torna sugli schermi televisivi, come ospite fissa nel programma Tappeto volante, condotto da Luciano Rispoli. Dopo la nascita dei due figli, decide di ritirarsi dal mondo dello spettacolo per dedicarsi alla famiglia. Il 29 ottobre 2010 è stata ospite de I migliori anni cantando "Aspettami ogni sera". In tale programma ci ritorna a distanza di 14 anni, nell'edizione 2024, proponendo lo stesso brano e facendo nuovamente una fugace apparizione in televisione.

## Discografia

### Album
- 1984 – Flavia (Five Record, FM 13529)
- 1986 – Verso il 2000 (Pipol, PLP 00444)
- 1990 – Piccole danze (Fonit Cetra, LPX 253)
- 1991 – Le donne chi sono (Fonit Cetra, LPX 262)

### Singoli
- 1982 – Delirio/Sola (Yep, 5390-749)
- 1982 – L'amore è/Non piangerò (Yep, 5390-758)
- 1983 – Casco blu/Promessa d'amore (Yep, 5390-760)
- 1983 – Rincontrarsi/Se tu vuoi (Yep, 5390-762)
- 1984 – Aspettami ogni sera/Stella di chi (Yep, ZBYE-7353)
- 1985 – C'è una ragione/Come stai (Five Record, FM-13087)
- 1986 – Verso il 2000/E mi manchi un po' di più (Pipol, PNP-00663)
- 1986 – Nuovo amore mio/Un angelo (Pipol, PNP-00665)
- 1987 – Canto per te/Attimo blu (Yep, YNP 00993)
- 1988 – Una bella canzone/Anna lo sa (Fonit Cetra, SP 1863)
- 1992 – Per niente al mondo (parte 1)/(parte 2) (Columbia, 657843) (con Franco Fasano)

### Raccolte
- 1987: Canto Per Te
- 1996: Flavia Fortunato e Juli & Julie
- 1996: Flavia Fortunato e Stefano Borgia
- 2009: Aspettami ogni sera
- 2009: Canto per te, più grande di te, se tu vuoi

### Collaborazioni
- 1992 - Per niente al mondo (con Franco Fasano) e Nei miei pensieri (con Franco Fasano), contenute nell'album di Franco Fasano "Tempo al tempo"

## Partecipazioni a manifestazioni canore

### Festival di Sanremo
- 1983: Casco blu (13º posto)
- 1984: Aspettami ogni sera (3º posto)-Nuove Proposte
- 1986: Verso il 2000 (19º posto)
- 1987: Canto per te (13º posto)
- 1988: Una bella canzone (22º posto)
- 1992: Per niente al mondo (con Franco Fasano) (7º posto)

## Conduzioni televisive
- Discoteca Festival (Rai 1, 1983)
- Hit Parade (Rai 1, 1983)
- Discoring (Rai 1, 1984-1985)
- Buona Domenica (Canale 5, 1985) - ospite fissa
- Buona Fortuna Estate (Rai 1, 1989)
- Nuovo Cantagiro (Rai 2, 1990)
- Giochi senza frontiere (Rai 1, 1998-1999)
- Tappeto volante (Canale Italia, 2005) - ospite fissa